# 亚历山大·拉古林
亚历山大·拉古林（俄语：Александр Павлович Рагулин，1941年5月5日—2004年11月17日）在莫斯科出生，是俄罗斯著名的冰球运动员，曾经获得10次世界冠军。评论认为他是世界冰球运动史上最杰出的后卫之一，并入选国际冰球名人堂。
此外，他还3次荣膺冬奥会冠军、9次获得苏联冠军。
2001年拉古林被授予三级祖国功勋勋章，表彰他为前苏联和俄罗斯冰球运动发展所作出的杰出贡献。